# Лукино Висконти (Милано)
 Тази статия е за италианския аристократ.  За италианския режисьор вижте Лукино Висконти.  
Лукино Висконти (на италиански: Luchino Visconti; * 1287 или 1292, Милано, Синьория Милано; † 24 януари 1349, Милано, Синьория Милано) от род Висконти, е кондотиер, съгосподар на Милано (1339 – 1349) заедно с брат си архиепископ Джовани Висконти. Увеличава величието на рода Висконти чрез установяването на частно наследство благодарение на новите владения и конфискациите.
Не трябва да се бърка с италианския филмов режисьор Лукино Висконти.

## Произход
Лукино е син на господаря на Милано Матео I Висконти (1250 – 1322) и съпругата му Бонакоса Бори. Негови дядо и баба по бащина линия са Теобалдо (или Тибалдо) Висконти и Анастасия Пировано, а по майчина – Скуарчино Бори и съпругата му. Има четири братя и пет сестри:
- Галеацо I (1277 – 1328), господар на Милано (1322 – 1327), подест на Новара (1298 – 1299); съпруг на Беатриче д'Есте;
- Марко, нар. Балатроне (ок. 1289 – 1329), подест на Алесандрия (1310), политик и кондотиер, господар на Розате и на Лука (1329);
- Джовани (1290 – 1354), епископ на Новара (1332), архиепископ на Милано от 1339, съгосподар на Милано (1349 – 1554) с Лукино Висконти, господар на Генуа (1352), господар на Болоня и Новара (1353);
- Стефано (1288 – 1337), господар на Арона (1325), съпруг на Валентина Дория
- Катерина (1282 – 1311), господарка на Верона (1298 – 1311) като съпруга на Албоино I дела Скала
- Дзакарина (1295 – 1328), господарка на Комо като съпруга на Франкино Руска
- Флорамонда († 1321), графиня на Маканьо Империале като съпруга на Гуидо Мандели
- Аниезе (неизв.), съпруга на Чекино дела Скала
- Беатриче (* ок. 1280), маркиза на Верукола като съпруга на Спинета Маласпина.

Има и един полубрат от извънбрачна връзка на баща си.

## Биография

### Ранни години
Данните от детството му са оскъдни. Първоначално е изключен от наследяването на властта и избира военния живот. Живее в сграда, която е „много висока и дълга, със стаи и с различни зали, украсени с невероятни картини и с водопровод“ в миланския сестиер Порта Тичинезе срещу църквата „Сан Джорджо ал Палацо“.
През юни 1302 г. конспирация, начело с Алберто Скоти от Пиаченца, Пиетро Висконти и Корадо Руска от Комо успява да измести баща му от господството над Милано, позволявайки на рода Дела Торе да си възвърне властта. Лукино заедно с братята си Марко, Джовани и Стефано намира убежище в манастира „Сант Еусторджио“.
На 6 януари 1311 г. присъства на коронацията на Хайнрих VII Люксембургски за крал на Италия в базиликата „Свети Амвросий“ в Милано. След подобряването на отношенията между Хайнрих VII и баща му, който, след като го подкрепя за удобство по време на бунта в Милано, е прогонен за няколко месеца в Асти, през месец октомври Лукино е един от 12-те милански рицари, които придружават краля от Павия до Генуа и след това до Рим.
През 1314 г. следва брат си Марко, Франческо да Гарбаняте и Симоне Кривели във военната кампания в Ломелина, извършена в отговор на разграбването от Дела Торе на Абатство „Моримондо“ и околността. След възходи и падения Висконти обсаждат замъка на Ферера Ербоньоне, държан от граф Гуидето Лангоско. Лангоско успява да устои в продължение на три дена срещу големите сили и след това се хвърля в битка. Най-накрая е убеден от съпругата си да се предаде на миланците, които се отнасят с него почтено. По-късно миланците печелят битка при Мортара и превземат Тортона през декември.

### Битка при Монтекатини
През 1315 г. баща му Матео I, след победоносните битки при Понте Сан Пиетро и Скривия, се възползва от благоприятния момент да превземе Павия. След превземането градът е поверен на Лукино.
Впоследствие Лукино подкрепя гибелините в района на Парма заедно с брат си Марко, след което се мести в Тоскана в подкрепа на кондотиера Угучоне дела Фаджола.
На 29 август 1315 г. е решаващият сблъсък в битката при Монтекатини, където гибелините печелят категорична победа. При сблъсъците Лукино е ранен в крака. Същата година се жени за Виоланта ди Салуцо, дъщеря на маркиза на Салуцо, която вероятно му ражда дъщеря Катерина. Скоро остава вдовец.
През 1317 г. се опитва да обсади Кремона от името на баща си, но се проваля.
През 1318 г. Матео I Висконти урежда брака между Лукино и Катерина Спинола, принадлежаща към едно от двете най-известни гибелински семейства в Генуа заедно с Дория, от която обаче няма дете. Господарят на Милано, който е наясно с несигурната ситуация, в която се намират двете семейства поради непрекъснатия сблъсък с гвелфските родове Фиески и Грималди, знае, че скоро ще поискат помощта му, като му дадат възможност да удължи своята експанзионистични цели в града.

### Военни операции срещу Угоне дел Балцо и Филип дьо Валоа
На 2 декември 1319 г., докато Угоне дел Балцо – граф на Солето, гвелф и сенешал на Пиемонт е на пътя за Монтекастело, точно извън Казале, той е изненадан от армията на Лукино и тази на савойския граф Филип I Савойски-Ахая, които идват на помощ на брата на Лукино Марко. Угоне е убит и заради своя кураж са му посветени множество поеми.
Няколко дена по-рано Лукино побеждава и Симоне дела Торе, който е превзел Валенца и е разграбил Ломелина. През същата година обаче гвелфите, след като превземат Крема с народен бунт, успяват да отблъснат две атаки на миланската армия, начело с подеста Бонифачо да Куриаго. Същата година Лукино участва в битката при Тризеле, където отново е ранен.
На 5 юли 1320 г. Филип дьо Валоа пристига в Асти от името на Робер Анжуйски и подсилва армията си с много ломбардски гвелфи. Лукино заедно с братята си Галеацо и Марко в онези дни участва в обсадата на Верчели в подкрепа на рода Тицони срещу рода Авогадро. Тримата Висконти решават да се оттеглят от града и правят преглед на войските (3000 – 5000 души кавалерия и много пехота) в Новара, след което тръгват обратно към Верчели, лагерувайки на три мили от французите. Според историците, допринесли за тези събития, битката е избегната благодарение на дарението на две сребърни бъчви, пълни с вино (или по-вероятно със злато) от Галеацо I Висконти.

### Битка при Горгондзола
През февруари 1323 г. кондотиерът Рамон де Кардона – анжуйски заместник в Ломбардия, подтикван от миланските благородници, избягали от града, след като превзема Алесандрия и Тортона, се присъединява към останалата част от армията на гвелфите. Тя междувременно получава значителни подкрепления от много ломбардски, пиемонтски и емилиански градове. Галеацо I Висконти, от друга страна, разполага с оскъдни сили, тъй като много съюзни господари гибелини се помиряват с папата. Галеацо може да се опита да укрепи Милано, само като издигне бастион извън кварталите на града. Кралят на Германия Лудвиг IV Баварски напразно се опитва да убеди папския легат да се откаже от начинанието, но все пак успява да убеди родовете Скалиджери, Бонаколси и Есте да подкрепят Висконти. На 19 април Марко и Лукино Висконти, начело на 2000 души пехота и 1000 конници, напускат Милано и в късния следобед се сблъскват с армията на гвелфите от около 4000 души и 2000 конника близо до Тречела (до Поцуоло Мартезана). Битката приключва по мрак с победа за гвелфите, които остават господари на терена, но търпят двойно по-големи загуби. Лукино е тежко ранен. Тогава Марко решава да се оттегли отново в Милано.

### Слизане в Италия на Лудвиг IV Баварски
През 1327 г. Лудвиг IV Баварски, увещаван от Марко и Лодризио Висконти, влиза в Милано, за да бъде коронясан за крал на Италия. След това той кара да арестуват братята Галеацо, Лукино и Джовани Висконти, понеже владетелят на Милано възприема двусмислено поведение, при което от една страна се преструва, че подкрепя исканията на краля, а от друга се опитва да се помири с Църквата. Тримата са затворени в подземните затвори на замъка на Монца. Те са освободени едва на 25 март 1328 г. благодарение на Кастручо Кастракани, който след напразни опити да убеди новия император, подновява офанзивата срещу флорентинците през Тоскана, демонстрирайки своята независимост от имперската власт.
Изоставен от антипапа Николай V, който се връща разкаян на служба при Йоан XXII и след като предусеща възможни бунтове в Тоскана, през април Лудвиг IV се завръща в Ломбардия. След като стига до бреговете на река По обаче, той е изоставен от 600 арбалетчици, които веднага се поставят в услуга на Ацо Висконти. Междувременно Ацо и Джовани, притиснати от Обицо III д’Есте чрез дъщеря му Беатриче, работят тайно за помирението с папата, като не забравят арогантността и алчността, характерни за слизането на германските крале в Италия, както и затвора си в Монца.
На 17 април Пинала и Мартино Алипранди успяват да влязат в Монца и да я превземат, принуждавайки губернатора Лудвиг фон Тек да намери убежище в замъка, който е обсаден. На 21 април Лудвиг IV, ядосан от събитията и от новата позиция на Висконти спрямо папата, свиква заседание в Маркария, където обяснява ситуацията на присъстващите, призовавайки ги да съберат армия, за да ги покорят. Лудвиг IV събира в Кремона армия, съставена от 1000 пехотинци и 2000 конници. В началото на май той пристига под стените на Лоди, но не е приет, затова се съсредоточава върху Меленяно и след това върху Монца. Лукино Висконти се придвижва към Меленяно, но когато стига там, установява, че императорът вече е минал от там. Имперската армия се опитва да атакува Монца от изток с цел да освободи замъка от обсадата, но не успява да прекоси река Ламбро, която е особено придошла и чиито води не се успокояват през следващите дни. По съвет на миланските благородници, които се противопоставят на Висконти, Лудвиг IV марширува седем мили на север до Аляте, където има мост над реката, прекосява го и се връща, за да атакува Монца от запад. Градът обаче не му отворя вратите си и той трябва да обсажда замъка напразно в продължение на няколко дена, като само успява да накара Аморато дела Торе, сина на Гуидо дела Торе, да бяга. Изоставяйки намерението си да превземе Монца, той се придвижва към Милано, което обаче е още по-добре укрепено. Тази обсада също се оказва провал и в крайна сметка, изоставен от повечето гибелински господари, които го следват, с изключение на Кангранде I дела Скала, Лудвиг IV решава да изостави начинанието и се оттегля в Павия. На 23 септември Лудвиг IV потвърждава имперския викариат на брата на Лукино Ацо и отменя привилегиите и имперските феоди, предоставени през предходните две години, след което се връща в Германия.

### Провалена обсада на Верона
През април 1337 г. Мастино II дела Скала атакува венецианците. Ацо Висконти свиква конгрес, в който участват Гонзага, Есте и други ломбардски господари. Решено е не само да не се предлага никаква помощ на Мастино, но и да се събере армия, която да води война срещу него. Командването на 300 милански конници е поверено на Лукино, който отива да обсади Верона. Мастино II го предизвика в битка и двамата се споразумяват да се срещнат на 26 юни. Малко преди битката Лукино научава, че германските наемници в армията му възнамеряват да го предадат на врага. Когато настава време за битка, те преминават на страната на Мастино, принуждавайки Висконти да се оттегли в Мантуа, губейки по-голямата част от каруците. Обсадата на Верона се проваля. Все пак Ацо успява тайно да вкара някои от войниците си в Бреша, които отварят портите на града, пускайки останалата част от армията да влезе; за кратко време старият и новият град са превзети, но могъщата крепост успява да устои чак до 13 ноември.

### Битка при Парабиаго
През януари 1339 г., след като се помирява със Скалиджери и венецианците, братът на Лукино – Ацо уволнява всички швейцарски и германски наемни милиции. Лодризио Висконти решава, че е дошло времето да се опита да свали господаря на Милано. За тази цел започва да наема милиции благодарение и на съучастието на Мастино II дела Скала. Така се сформира Компанията на Св. Георги – една от първите наемнически компании, функционираща в Италия. В нея има 7500 конници, 800 пехотинци и 200 арбалетчици. Изглежда, че командирът ѝ е някой си Раймонд от Гивер, известен като Малерба, и със сигурност Конрад фон Ландау (наричан граф Ландо от италианците) и Вернер фон Урслинген, които са главните действащи лица на въоръжени сблъсъци и насилие от всякакъв вид в следващите години. Лодризио се придвижва към Милано, разграбвайки провинцията на Бреша и Бергамо, и на 9 февруари успява да премине река Ада близо до Риволта, побеждавайки войниците начело с Пинала Алипранди, които са на гарнизон там. След това той отива първо в Чернуско, след това в Сесто, а след това в Леняно и когато пристига в своите земи на Сеприо, събира данъците, които не са му били платени по време на изгнанието му, за да плати на войските. Насилието на армията му принуждава много жители на района да се приютят в Милано, където обаче поради изоставяне на мелниците и нивите им храната става оскъдна.
Ацо Висконти започва да събира войници, което е лесно, тъй като много милански граждани, както благородници, така и простолюдие, се записват доброволно, за да се противопоставят на бруталността на тази чужда армия; той също така поисква военната подкрепа на съюзниците. Лукино Висконти е поставен начело на тази армия, докато Ацоне, измъчван от подагра, трябва да остане в Милано да го защитава с гарнизон от 700 мъже. Лукино заедно с по-голямата част от армията, разположена в Нервиано, заповядва на авангарда да заеме пост в Парабиаго, а на ариергарда да отиде на лагер при Ро, като праща и по-малки контингенти в други 3 – 4 близки села. Въпреки това голямото количество сняг, който пада през предходните дни, затруднява създаването на истински лагери.
На зазоряване на 21 февруари, въпреки че вали силен сняг, Лодризио Висконти решава да напусне Леняно и да потърси ожесточена битка, тъй като приходите от данъците от Сеприо са недостатъчни, за да поддържа наемническата си армия за дълго време. Той разделя хората си на три части, които продължават към Парабиаго и го нападат изненадващо от три различни посоки. Там се намира Райналд фон Лонрих начело на авангард от 2000 пехотинци и 800 конници, почти всичките германски наемници. Първоначално той е изненадан, защото много войници все още спят, но успява за кратко време да реорганизира войските и да издигне упорита отбрана, която продължава до обяд, когато напада заедно с 300 конници и Джовани Висконти, нар. Джованоло (син на Верчелино Висконти). Повече от 2000 пехотинци и 500 конници са убити или бягат. Преди да стигне до лагера, Лукино Висконти, за да повиши морала на хората си, посвещава в рицарско звание някои благородници, които го следват. След това с вика Miles Sancti Ambrosii те нападат врага. Много от тях се отличават в битката, включително Антонио Висконти – извънбрачният син на Матео, който, след като убива много врагове, залавя едно от знамената. Доблестта на миланците обаче не е достатъчна и след много часове на битка Лукино Висконти е свален от коня си, ранен, съблечен и вързан за дърво в очакване на края на битката, след което те започват да отстъпват към Нервиано. Преди да пристигнат там, от Милано идват подкрепления от 300 савойски конници начело с Еторе да Паниго и други ферарски конници начело с Бранделизио да Марано. Миланската армия се реорганизира и след като освобождава Лукино, се завръща, за да атакува Компанията на Св. Георги, чиито войници, уморени от битката, са нарушили редиците и грабят Парабиаго. За кратко време успяват да ги победят, залавяйки Лодризио заедно с двамата му сина Амброджо и Джаното. По-късно Лодризио е затворен в замъка Сан Коломбано в Сан Коломбано ал Ламбро. Според легендата миланците печелят благодарение на чудотворната поява на Свети Амвросий на кон в бяла дреха, който, държейки камшика си, ужасява вражеската армия. За благодарност към светеца е извършено шествие до базиликата му в Милано и му е посветена църква на мястото, където се е явил. Накрая е постановено всяка година, в деня на битката, да се провежда шествие от Милано до тази църква; обичаят остава до епохата на архиепископ Карло Боромео (16 век).
На 16 август племенникът на Лукино Ацо умира едва на 32 г., вероятно от усложнения от подагра.

### Господар на Милано
На 17 август 1339 г. се събира Генералният съвет, за да избере новия господар на Милано. Изборът пада върху Лукино Висконти и брат му Джовани, епископ на Новара, който всъщност поверява властта в ръцете на Лукино. Лукино веднага се опитва да си спечели благоразположението на народа, като го освобождава от плащането на просрочени глоби до деня на избирането му с изключение на извършилите особено тежки престъпления.
През 1340 г. Генералният съвет на Милано, както и тези на Павия, Комо, Новара и Верчели делегират Гуидото дел Каличе за прокурор, за да договори с папата да премахне отлъчването от Църквата и запрещението, което идва на следващата година. В замяна на това миланците се задължават да не признават нито един император, освен ако първо не бъде одобрен от папата, и да останат верни и предани на Църквата.
През същата година в Милано за първи път се провежда турнир; победител е Бруцио Висконти, подест на Лоди и извънбрачен първороден син на Лукино, който е награден с червено кадифено платно на стойност 40 флорина.

### Превземане на Белинцона и Локарно
През 1340 г. родът Руска от замъка си Белинцона (в дн. Кастелгранде) се опитват да си върне Комо, като кани император Лудвиг IV Баварски да се върне в Италия. Още през 1333 г. Руска молят Ацо Висконти за военна помощ, след като Бенедето да Азинаго – архиепископ на Комо, назначен от папа Йоан XXII, се опитва да превземе града, за да прогони Валериано Руска – архиепископ, избран от жителите на Комо. Ацо се съгласява да се намеси, но иска Синьория Комо в замяна на тази на Белинцона.
Лукино не може да си позволи ново идване на германския император в Италия, затова в края на февруари праща армия да обсади града. В операциите са използвани 11 требушета, които удрят стените ден и нощ. На 1 май, когато Руска са убедени, че няма да дойде помощ от императора, решават да се предадат. На тях им е простено, но те губят Белинцона. През 1341 г. Лукино атакува Локарно по вода и по суша, след като кара да се изкачат по река Тичино десетки кораби от флотата на Висконти. Той кара да построят още шест кораба, наречени ganzerre, които са транспортирани до бреговете на езерото Локарно, тъй като не могат да се изкачат нагоре по реката поради теченията; след това те са използвани повторно по река По. Селището, макар и добре укрепено, не може да устои дълго. Намиращите е стам благородници са депортирани в Милано. За да осигури властта в Локарно, Лукино кара да построят замък и оставя там гарнизон.

### Конспирация на Франческо Пустерла
Военните успехи, получени в прослава на Синьория Милано, и жестът на благосклонност, извършен непосредствено след избирането му, не са достатъчни Лукино да бъде заобичан от народа и част от благородниците. Характерът му е изкован на бойните полета и следователно е суров, сприхав, пренебрежителен, тираничен, несвикнал да слуша съветниците, и той е недолюбван заради наглостта си.
Според хрониста от 14 век Пиетро Адзарио наскоро Лукино е започнал да досажда на красивата си братовчедка Маргарита Висконти, дъщеря на Уберто Висконти – брат на бащата на Лукино Матео I. Маргарита е съпруга на Франческо Пустерла – навярно най-богатият благородник в Милано, и е популярна със своята привлекателност. Пустерла иска да си отмъсти и търси съюзници сред миланските благородници, включително кондотиерите Пинала Алипранди и Мартино Алипранди, Калцино Торниели, Бороло да Кастелето, както и Матео, Галеацо и Бернабо Висконти – тримата синове на брата на Лукино Стефано. Той също така говори с брат си Дзурионе, който от своя страна се опитва да привлече Алпиноло да Казате. Алпиноло разкрива всичко на брат си Раменго да Казате, който от своя страна казва на Лукино Висконти в замяна на имунитет за Алпиноло. Когато Пустерла научава за това, той се оказва принуден да събере колкото може да носи богатство и бяга в Авиньон. Лукино кара да затворят Маргарита и да измъчват някои от конспираторите, разкривайки самоличността на организатора на заговора, докато не намери достатъчно доказателства, за да уличи племенниците си или навярно просто желае да запази отмъщението си за бъдещето.
За да открие Пустерла, Лукино се сприятелява с негов приближен и се преструва, че го прогонва от Милано. Приближеният отива в Авиньон и след като е посрещнат от предишния си господар, действа като шпионин на Лукино. След това Лукино изпраща на Пустерла няколко фалшиви писма с подписа на Мастино II дела Скала, в които го съветва да напусне Авиньон, тъй като там има враждебни нему хора. Пустерла пада в капана и отива с кораб до Порто Пизано, където е арестуван и отведен в Милано. Той е признат за виновен и осъден на обезглавяване заедно с двамата си сина. Екзекуцията се състои на площада на Бролето Нуово. Що се отнася до другите заговорници, някои като Алипранди са обезглавени, други са осъдени на мъчения, трети глобени с глоби, но цялото им имущество е конфискувано; само това на Пустерла е на стойност 200 хил. златни флорина.

### Войни с Пиза и Ферара
През лятото на 1341 г. пизанците искат от Висконти военна помощ, за да водят война срещу флорентинците. Лукино изпраща 2000 конници под командването на Джовани Висконти да Оледжо в замяна на 50 хил. флорина. На 2 октомври се разразява битка при Сан Кирико. Флорентинците първоначално успяват да победят миланската кавалерия и да заловят Джовани, но контраатаката на пизанците и липсата на намеса на конниците начело с Джовани дела Валина обръщат хода на битката.
През същите месеци Лукино оказва също военна помощ на рода Гонзага и на Маркграфство Салуцо, където неговата племенница Ричарда е съпруга на Томас II. През същата година градовете Бобио и Асти доброволно му се подчиняват. Асти обаче принадлежи на Анжуйците и преминаването му в ръцете на Висконти предизвиква раздразнение у папа Бенедикт XII.
На 6 юли 1342 г., след 11 месеца обсада, пизанците, подкрепени от миланците, влизат в Лука. През 1341 г. Лукино успява да установи вид протекторат над Павия, управляван тогава от гибелинския род Бекария (добре настроен към Висконти), гарантирайки си военната подкрепа на павийците, които имат силен речен флот.
На 23 март е установено 3-годишно примирие между Висконти и Гонзага от една страна, и Скалиджери, Есте и болонците от друга.
През март 1344 г. Лукино праща армия срещу пизанците, за да ги накаже за отношението им към Джовани Висконти да Оледжо и за прогонването на синовете на Кастручо Кастракани от Лука. На 5 април миланците побеждават пизанците при Ротая, осигурявайки си Луниджана и няколко замъка. След това те се оттеглят от Пиза поради чумата. През 1345 г. пизанците са принудени да поискат мир, в който се задължават да плащат по 80 или 100 хил. флорина на Висконти и да му дават по 1 параден кон и 2 – 3 сокола всяка година.
На 6 декември миланските и мантуанските войски побеждават армията на Есте при Ривалта близо до Реджо, като пленяват голям брой благороднически врагове. Семейство Есте всъщност е купило Парма, без да е получило съгласието на миланците. Сблъсъците продължават и през следващата година, докато през 1346 г. Есте са принудени да продадат Парма на цена от 60 хил. флорина на Висконти, тъй като Скалиджери преминават на страната на Висконти.
В началото на 1347 г. Лукино изпраща подкрепления в Тренто в подкрепа на Карл IV Люксембургски, който превзема Белуно и Фелтре и побеждава Лудвиг V Баварски. Малко след като Лудвид V умира, Карл IV е признат от всички за новия крал на Германия.

### Заговор на синовете на Стефано Висконти
На 4 април 1346 г. третата съпруга на Лукино – Изабела Фиески ражда два близнака: Лукино Новело и Джовани. На 10 септември е тяхното кръщение с голяма помпозност, на което присъстват личности от калибъра на Обицо III д’Есте, Джовани II от Монферат, Кастелино Бекария (господар на Павия) и Остазио I да Полента (господар на Равена).
През 1347 г. Лукино разрешава на жена си да отиде на поклонение в базиликата Сан Марко във Венеция след обет, който тя е дала миналата година по случай раждането на близнаците. Тя е последвана от разкошно шествие, което включва рицари от всички градове, подчинени на Сеньория Милано, включително наскоро анексираните Алесандрия и Тортона. Начело на тези рицари е Матео II Висконти – син на брата на Лукино Стефано. Шествието заминава от Милано на 29 април, прекарва първата нощ във Ваприо, минава през Бреша и пристига във Венеция навреме за празника Възнесение Господне.
През втората половина на 1347 г. племенниците му Матео, Галеацо и Бернабò, които вече са сътрудничили с Франческо Пустерла, организират нов неуспешен заговор срещу Лукино. Галеацо също така е заподозрян в любовна връзка със съпругата му Изабела Фиески. Този път господарят на Милано ги изпраща в изгнание извън Ломбардия. На Матео е позволено да намери убежище в Морано в Маркграфство Монферат благодарение на ходатайството на Гонзага – родът на съпругата му Джильола. Галеацо отива във Фландрия при своя приятел графът на Ено (Хегенау). Бернабо се оттегля първо в Савоя, а след това през 1348 г. във Фландрия в двора на Филип VI. Галеацо и Бернабо вероятно имат повод да се откроят в някои военни сблъсъци във Фландрия, Франция и Германия.
През 1349 г. Лукино постига това Галеацо и Бернабо да бъдат отлъчени от Църквата. Тримата му племенници остават в изгнание до смъртта му през 1349 г.

### Кампания срещу Гонзага
Между лятото на 1347 и зимата на 1348 г. Лукино, в съюз с Джовани II от Монферат и Томас II от Салуцо, разпалва война срещу графа на Савоя Амедей VI Савойски. Благодарение на нея той превзема Алба, Мондови, Кунео и Кераско. По-късно, може би за да ограничи възможното разширяване на Монферат или по лични причини, той заплашва Маркиза на Монферат, който бяга от Милано, оставяйки провизии, коне и другари в града. С тази си постъпка той става неприятел на Гонзага, които са верни съюзници на Монферат. След като Лукино нарежда на Гонзага да върнат окупираните от тях територии, принадлежащи на областите Бреша и Кремона, той изпраща армия под командването на Андреото Марлиани и Социо да Бицоцеро. Тя успява да превземе Казалмаджоре и Сабионета, както и да обсади Боргофорте. След това получава подкрепления от родовете Скалиджери и Есте. Въпреки това на 30 септември Гонзага успяват да изненадат маршируващите врагове и да ги разпръснат, слагайки край на военната кампания.
През 1348 г. Лукино завладява Гави, Волтаджо и някои околни села. Към края на годината или в началото на 1349 г. той изпраща сина си Бруцио заедно с Райналдо дели Асандри от Мантуа и Франческо Кристиано от Павия да обсадят Генуа. Обсадата е вдигната, когато вестта за смъртта на господаря на Милано достига лагера.

### Чума
През 1347 г. Черната смърт, идваща от степите на Централна Азия (където е ендемична), започва да се разпространява и в Италия, удряйки Генуа, Венеция, Пиза, Сицилия и Сардиния, и погубвайки от 25% до 80% от населението. През 1348 г. тя пристига и в Милано. Първите случаи са в три къщи, разположени в близост до градските стени. По заповед на Лукино те са незабавно зазидани и обитателите им са оставени да умрат от чума или глад. Лукино също така организира строг контрол на стоките, влизащи в града. Тези строги и жестоки мерки успяват да овладеят епидемията, която засяга не повече от 15% от населението, което е много нисък процент в сравнение с всички други италиански и европейски градове (с изключение на Краков и някои околни райони на Полша).

### Смърт
На 24 януари 1349 г. Лукино Висконти умира на около 57 г. Според историците Бернардино Корио и Паоло Джовио (и двамата от 15 – 16 век) той е отровен от съпругата си Изабела Фиески, която, след като предизвиква скандал по време на пътуването си до Венеция, изглежда е заплашена от него със смърт на клада. Според Галвано Фиама (14 век) той умира от продължително и бавно заболяване, докато според Джовани да Бацано (14 век) причината за смъртта му е чума.
Според Пиетро Адзарио (14 век) Лукино е погребан в църквата „Санта Мария Роса“ в Милано, докато според Корио и Джовио това е църквата „Сан Готардо ин Корте в същия град, където е погребан и Ацо Висконти.
След неговата смърт брат му Джовани Висконти става едноличен господар на Милано.

## Външен вид и характер
Галвано Фиама от XIV век го описва така:
| „                        | Много красив мъж по тяло и лице, и добре оформен, непокътнат и здрав във всички членове на тялото си. | “ |
| Giorgio Giulini, Memorie | |   |

Джорджо Джулини (XVIII век), цитирайки Фиама, пише относно неговия характер и дело:
| „                        | Имаше искрени и ясни маниери и беше по природа донякъде пренебрежителен. Никой не обичаше справедливостта и спокойствието повече от него. Сърцето му беше постоянно в чувствата си, а думата му беше твърда, така че онова, което обещаваше, това и изпълняваше. Той запази доходите и благата на общността по отличен начин. Въздържа се [от това] да налага утежнения и искаше семейството му също да се въздържа. Всеки ден даваше аудиенция на бедните жени и всеки ден имаше тридесет бедняци на масата в двореца си. По същия начин всеки ден слушаше литургия и рецитираше или нареждаше да се рецитира службата на Пресвета Богородица в негово присъствие. Нито в забранените дни, нито в събота той никога не употреби нищо освен постна храна. Освен това беше великолепен в ездата и със сбруята на конете, с ястребите, соколите, лешоядите и големите кучета; сред военните, сред благородни служители, сред свирещите на цитра, сред истриотите и с доста многобройно семейство. Той също така издигна много замъци и дворци в града, в провинцията и за Ломбардия. | “ |
| Giorgio Giulini, Memorie | |   |

Джулини също споменава недостатъците му:
| „ | Наглостта, непосилната амбиция, прекалената строгост с всички останали и непреодолимата любов към децата, и повече от всичко друго сляпото съобразяване с капризите на жена му бяха петна, които не малко помрачаваха славата му. | “ |

Пиетро Адзарио го описва така:
| „ | Той беше строг човек в изражението и в делата; либерален; умерен в обещанията. Обичаше само децата си, малко се грижеше за другите си роднини. Беше много подозрителен и никога не щадеше онези, които го мразеха, нито им вярваше. | “ |

## Брак и потомство
Жени се три пъти:
1. ∞ 1316 за Катерина Спинола († 1317), дъщеря на Оберто Спинола, генуезки патриций, от която има една дъщеря:
- Катерина Висконти, ∞ 6 юни 1342 във Флоренция за Бертолдо I д’Есте, съгосподар на Ферара, син на Франческо д'Есте, господар на Ферара и на Реджо, и на Орсина Орсини.

2. ∞ 1318 за Изабела Фиески († сл. 1331), дъщеря на Карло Фиески – капитан на народа и патриций на Генуа, и на съпругата му Теодора, както и племенница на папа Адриан V, от която има една дъщеря и двама близнака:
- Орсина Висконти (* 1343, † сл. 8 април 1404)[33]; ∞ вероятно за Балцарино Пустерла, патриций на Милано
- Лукино Новело Висконти (* 4 април[34] или 24 август[32] 1346, Милано; † 1399, Венеция). На 4 октомври 1356 г. е принуден от майка си да бяга от Милано в Генуа. Оттогава той винаги е преследван от братовчедите си и живее между Венеция и Фриули. Любовните авантюри на майка му са използвани след смъртта на баща му от племенниците Висконти, за да го прогонят от наследството[30]; ∞ 1. във Венеция за Лудовика Адорно, дъщеря на дожа на Генуа Антониото Адорно и на съпругата му Виоланта Джустиниани 2. 1372 за Мадалена Строци от Флоренция († сл. 7 юли 1399).
- Джовани Висконти (* 4 април или 24 август 1346, † млад)[34], вероятен[30][32]

3. 1339 за Виоланта от Салуцо († сл. 1339), дъщеря на маркграфа на Салуцо Томазо I ина съпругата му Алоизия от Чева, от която няма деца.
Има и трима извънбрачни сина от неизвестни жени:
- Брицио или Бруцио Висконти († 1356[32] или 1357[30], Венеция), владетел на Тортона (1346 – 1347), подест на Лоди, поет и приятел на Петрарка;
- Борсо Висконти († сл. 1349);
- Форестино Висконти († сл. 1349).

## Архитектурни творби, свързани с Лукино Висконти
По нареждане на Лукино Висконти са построени:
- През 1341 г. замъкът в Локарно и Старата крепост (Rocca Vecchia) на Замъка във Виджевано; укрепен е и съществуващият замък.[37]
- През 1341 г. мостът във Виджевано: огромен дървен мост с назъбени зъбци, дълъг около миля над река Тичино. Той е достатъчно широк, за да могат три каруци да преминават една до друга, а арките му са толкова високи, че могат да бъдат пресечени от малки кораби. Подсилен е във всеки от краищата си с дървени кули и каменни укрепления, и е защитен с два подвижни моста. Това е може би най-дългият дървен мост в Сеньория Милано. Той е опожарен и разрушен от павийците през 1356 г.[38]
- Около 300 мелници с цел намаляване на въздействието на бедствията върху Милано. Те работят със система от тежести и противотежести и не се нуждаят нито от вятър, нито от вода; това са първите такива мелници в Италия.[39]

- Рокета на Порта Романа близо до едноименната градска порта на Милано, с висока кула. Да не се бърка с цитаделата (или замъка) Сан Надзаро, построена по-късно от Бернабо Висконти от противоположната страна на вратата, към Ка Гранда.[2]

- Внушителен дворец близо до църквата „Сан Джовани ин Конка“ в Милано, който по-късно става известен като Ка ди Кан и е избран за резиденция от Бернабо Висконти. Тази сграда има четири ъглови кули, покрита лоджия, дълга 500 брачи (ок. 200 – 330 м) и широка 10 брачи (ок. 4,6 – 6 м), които, минавайки над къщите на града, я свързват с Бролето Векио (днешен Кралски дворец на Милано).[40]
- Крепостта, известна като „Портони ди Пиаца“, разположена в центъра на Пиаченца, на централна позиция между Цитаделата Фодеста и замъка Сант Антонино.[41]